# 厚沢部川
厚沢部川（あっさぶがわ）は、北海道南部の檜山振興局管内を流れ日本海に注ぐ二級河川である。檜山振興局管内の河川では延長、流域面積とも一級河川である後志利別川に次ぐ規模となっている。

## 地理
北海道檜山振興局檜山郡厚沢部町の大千軒山地に源を発する。佐助沢川や濁川、湯ノ沢川などが合流して、厚沢部町内で厚沢部川となる。上流部はほぼ北海道道29号上磯厚沢部線、中流部にかけては北海道道634号城丘江差線、下流部は国道227号に沿って厚沢部町内を貫流し、江差町で日本海に注ぐ。流域面積のうち80%が山林となっており、流域はヒバとゴヨウマツの北限、トドマツの南限となっている。また、アユやカワヤツメの人工授精や放流による資源回復の取り組みが地域任意団体により行われており、日本水大賞を受賞している。

## 名称の由来
アイヌ語のハチャッム・ベツ「むく鳥のいるかわ」に由来すると言われている。。

## 流域の自治体
北海道
檜山振興局 - 檜山郡厚沢部町、江差町

## 主な支流
- 泉沢川
- 焼木尻沢川
- 須賀川
- 糠野川
- 泥川
- 幌内川
- 館川
- 古佐内川
- 鶉川
- 安野呂川
- 小黒部川
- 目名川
- 鰔川

## 利水
- 農業用水
- 養魚用水

## 主な橋梁
- 紅葉橋 - 北海道道29号上磯厚沢部線
- 岩館橋 - 北海道道812号館町福島線
- 当路橋
- 松園橋 - 北海道道634号城丘江差線
- 俄虫橋 - 国道227号
- 基栄橋
- 柳崎橋 - 国道229号